# Fisica dello stato solido
La fisica dello stato solido è la più ampia branca della fisica della materia condensata e riguarda lo studio delle proprietà elettroniche, meccaniche, ottiche e magnetiche dei solidi. Il grosso della ricerca teorica e sperimentale della fisica dello stato solido si concentra sui cristalli, a causa della loro caratteristica struttura atomica periodica, che ne facilita la modellizzazione matematica, e il loro ampio utilizzo tecnologico.
Questa disciplina emerse come settore riconosciuto della fisica intorno agli anni quaranta del XX secolo, in particolare dopo la seconda guerra mondiale.

## Descrizione

Reticolo cristallino

Il punto di partenza di gran parte della teoria nell'ambito della fisica dello stato solido è la formulazione di Schrödinger della meccanica quantistica non relativistica. La teoria si colloca generalmente all'interno dell'approssimazione di Born - Oppenheimer e dalla struttura periodica del reticolo cristallino si ricavano le condizioni periodiche di Born-von Karman e il Teorema di Bloch, che caratterizza la funzione d'onda nel cristallo. 
Le deviazioni dalla periodicità sono trattate ampiamente tramite approcci perturbativi o con altri metodi più innovativi, quali la rinormalizzazione degli stati elettronici. Un corpo allo stato solido ha una forma propria che non si può modificare se non deformandolo, occupa uno spazio ben preciso e quindi ha un volume proprio e non è comprimibile.
Con il termine stato solido in elettronica ci si riferisce in generale a tutti i dispositivi a semiconduttore. A differenza dei dispositivi elettromeccanici, quali ad esempio i relè, i dispositivi a stato solido non hanno parti meccaniche in movimento.
Il termine viene utilizzato anche per differenziare i dispositivi a semiconduttore dai primi dispositivi elettronici, cioè valvole e diodi termoionici, poiché in questi ultimi la corrente scorre nel vuoto (per questo motivo, le valvole sono anche dette "tubi a vuoto", in inglese "vacuum tube") ed è costituita solo da elettroni, anziché scorrere all'interno di in un materiale solido e ad essere costituita anche da lacune, oltre che elettroni.